# فريدريك كيلي
فريدريك كيلي (بالإنجليزية: Fred Kelly)‏ (و. 1891 – 1974 م) هو لاعب كرة قاعدة، ومنافس ألعاب القوى، من الولايات المتحدة الأمريكية، ولد في أورانج، أورانج، كاليفورنيا، شارك في ألعاب أولمبية صيفية 1912، توفي في ميدفورد، عن عمر يناهز 83 عاماً.

## التعليم
تعلم في جامعة جنوب كاليفورنيا.

## روابط خارجية
- فريدريك كيلي على موقع اللجنة الأولمبية الدولية (الإنجليزية)
- فريدريك كيلي على موقع أوليمبيديا (الإنجليزية)